# Aram (fill de Sem)

Identificacios geogràfiques per als fills de Noè, basades en Flavi Josep (prop 100 dC). Vermell=Jafet, blau=Ham, verd=Xem.

Aram (hebreu: אֲרָם‎ Aram) és un personatge bíblic. És fill de Sem, segons la Taula de les Nacions del Gènesi 10 de la Bíblia hebrea, i el pare d'Us, Hul, Guèter i Maix. El llibre de les Cròniques enumera Aram, Us, Hul, Guèter i Mèixec com a descendents de Sem, tot i que sense afirmar explícitament que Aram és el pare dels altres quatre. Es sol considerar que l'Aram és l'ancestre del poble arameu del Nord de Mesopotàmia i de Síria.

## Nom
El nom Aram (hebreu: אֲרָם‎, Aram) significa etimològicament "alçada, regió alta", segons Wilhelm Gesenius i "la terra alta" segons Concordança de Strong, en què és referit com a paraula hebrea #758.

## A l'islam
Els erudits musulmans creuen que el profeta islàmic Hud, un profeta de l'antiga Aràbia, era descendent d'Aram. Es diu que Hud va predicar als iobarites a Aràbia, segons l'Alcorà. Es considera que l'avantpassat homònim de la ciutat, Ad, era el fill d'Us, un dels fills d'Aram.